# Ngữ hệ Kra-Dai
Ngữ hệ Kra-Dai (/ˈkrɑː.daɪ/ KRAH-dy, các tên gọi khác bao gồm Tai–Kadai /ˈtaɪ.kəˌdaɪ/ TIE-kə-DYE and Daic /ˈdaɪ.ɪk/ DYE-ik) là một ngữ hệ tập trung tại Đông Nam Á, miền nam Trung Quốc và Đông Bắc Ấn Độ. Hiện nay ngữ hệ này được coi là bao gồm năm nhánh chính: ngữ chi Lê (Hlai), ngữ chi Đồng-Thủy (Kam-Sui), Ngữ chi Kra, ngữ chi Thái (Tai) và tiếng Ông Bối (OngBe hay Bê) với vị trí chưa rõ ràng.
Các ngôn ngữ chính trong ngữ hệ Kra-Dai bao gồm tiếng Thái và tiếng Lào, ngôn ngữ quốc gia của Thái Lan và Lào. 
Khoảng 93 triệu người nói tiếng Tai-Kdai, 60% trong số họ nói tiếng Thái. Ethnologue liệt kê 95 ngôn ngữ trong ngữ hệ này, với 62 ngôn ngữ này thuộc nhánh Tai.
Sự đa dạng cao của các ngôn ngữ Kra-Dai ở miền nam Trung Quốc chỉ ra nguồn gốc ngữ hệ Kra-Dai ở miền nam Trung Quốc. Chi nhánh Tai di chuyển về phía nam vào Đông Nam Á chỉ khoảng 1000 năm sau Công nguyên.

## Tên gọi
Tên gọi "Kra–Dai" được đề xuất Weera Ostapirat (2000), trong đó Kra và Dai là tự danh được phục dựng của hai nhánh Kra và Tai. Kể từ đó, "Kra–Dai" đã được phần lớn các chuyên gia nghiên cứu về ngôn ngữ học Đông Nam Á sử dụng bao gồm Norquest (2007), Pittayaporn (2009), Baxter & Sagart (2014), và Enfield & Comrie (2015).
Tên gọi "Tai–Kadai" được sử dụng trong nhiều tài liệu tham khảo cũng như trong Ethnologue và Glottolog, nhưng Ostapirat (2000) và một số học giả khác cho rằng tên gọi này gây nhiều vấn đề và nhầm lẫn, vì vậy tên gọi "Kra–Dai" được ưa chuộng hơn. "Tai–Kadai" bắt nguồn từ một cách phân chia lỗi thời của ngữ hệ này thành hai nhánh Tai và Kadai, được đề xuất lần đầu bởi Paul K. Benedict (1942). Vào năm 1942, Benedict đã xếp ba ngôn ngữ Kra (Cờ Lao, La Quả (Pu Péo), và La Chí) cùng với nhóm Hlai vào một nhóm mà ông gọi là "Kadai", dựa trên từ ka có nghĩa là "người" trong tiếng Cờ Lao và tiếng Pu Péo và dai, một loại tự danh của nhóm Hlai. Nhóm "Kadai" của Benedict (1942) được xây dựng dựa trên quan sát của ông rằng các ngôn ngữ Kra và Hlai có hệ thống chữ số giống với ngữ hệ Nam Đảo. Tuy nhiên, cách phân loại này hiện nay đã bị bác bỏ hoàn toàn vì đã lỗi thời, sau khi Ostapirat (2000) chứng minh được sự thống nhất nội bộ của nhánh Kra và không cùng nhóm với nhánh Hlai như Benedict từng đề xuất. Tên gọi "Kadai" đôi khi vẫn được sử dụng để chỉ toàn bộ ngữ hệ Kra–Dai, bao gồm cả bởi Solnit (1988). Một số tài liệu khác lại giới hạn việc sử dụng từ "Kadai" chỉ để chỉ riêng nhánh Kra trong ngữ hệ, gây thêm sự nhầm lẫn.
Tên gọi "Daic" được sử dụng bởi Roger Blench (2008).

## Các mối liên quan ngoài

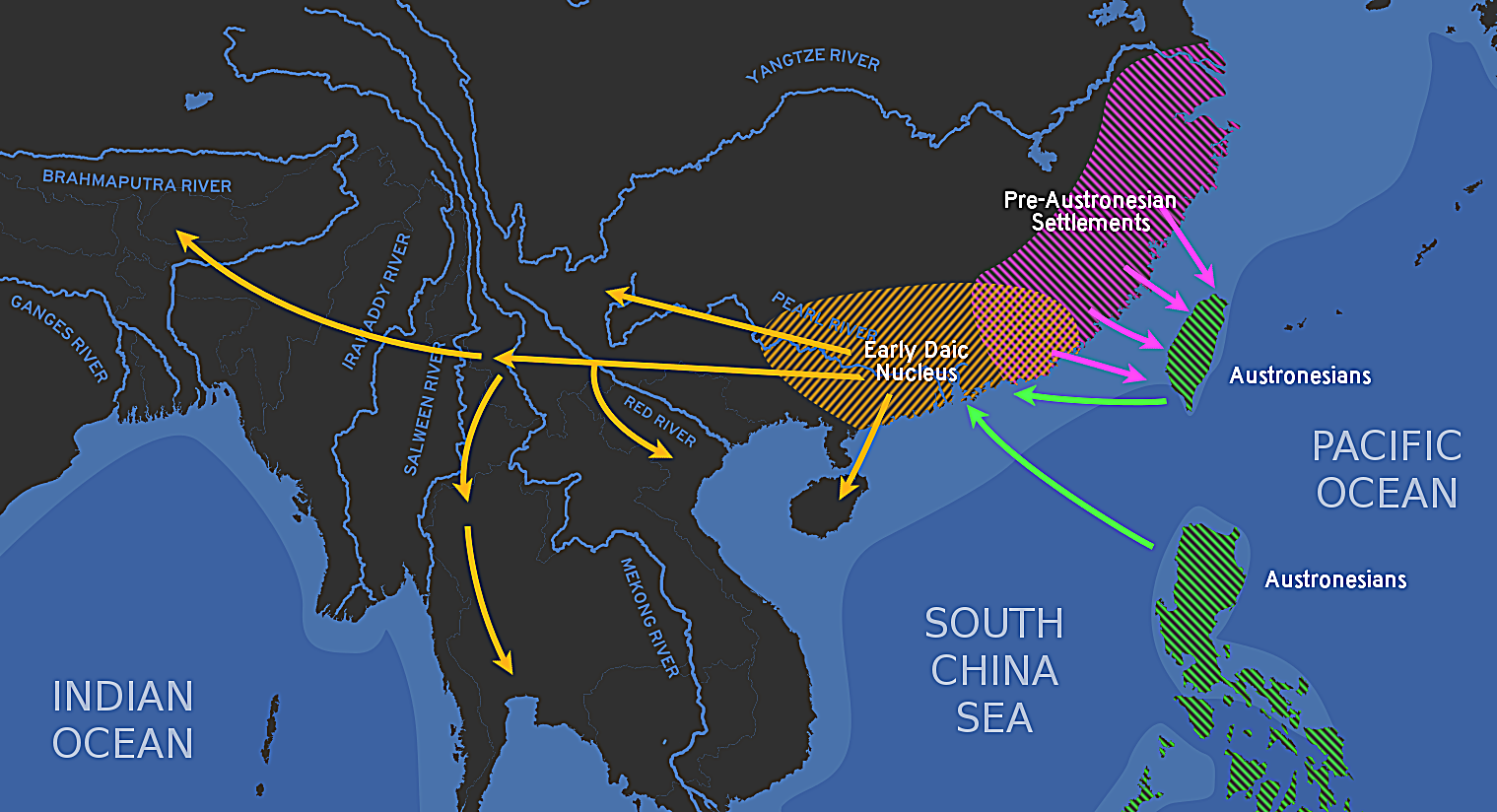
Đề xuất nguồn gốc của ngữ hệ Kra-Dai và mối quan hệ với ngữ hệ Nam Đảo (Blench, 2018)

Ngữ hệ Kradai trước đây được coi là một phần của ngữ hệ Hán-Tạng (tại Trung Quốc khi đó gọi là ngữ tộc Tráng-Đồng, ngữ tộc Đồng-Thái, ngữ tộc Tráng-Thái, ngữ tộc Thái hay ngữ tộc Kiềm Thái v.v.), nhưng hiện nay nó được phân loại như là một ngữ hệ độc lập. Ngữ hệ này chứa một lượng lớn các từ cùng gốc với ngữ hệ Hán-Tạng. Tuy nhiên, chúng chỉ được tìm thấy một cách ngẫu nhiên trong mọi nhánh của ngữ hệ này, và không bao gồm từ vựng cơ bản, chỉ ra rằng chúng chỉ là các từ vay mượn từ thời cổ.
Tại Trung Quốc, ngữ hệ này trước đây được gọi là ngữ tộc Tráng-Đồng và nói chung được coi là một phần của Ngữ hệ Hán-Tạng cùng với ngữ hệ H'Mông-Miền (Miêu-Dao). Hiện tại, các học giả về ngôn ngữ học tại Trung Quốc vẫn còn tranh luận về việc liệu các ngôn ngữ trong Ngữ chi Cờ Ương như tiếng Ngật Lão, tiếng Pu Péo và tiếng La Chí có thể được gộp trong ngữ hệ Tráng-Đồng hay không, do chúng thiếu các từ cùng gốc Hán-Tạng, một điều kiện để gộp các ngôn ngữ Tráng-Đồng khác trong ngữ hệ Hán-Tạng.
Một vài học giả phương Tây tin rằng ngữ hệ Kradai có liên quan tới hay là một nhánh của ngữ hệ Nam Đảo (Austronesia), trong một ngữ hệ được gọi là ngữ hệ Nam-Thái (Austro-Tai). Ở đây có một lượng đáng kể nhưng hạn chế các từ cùng gốc trong từ vựng cốt lõi. Vẫn chưa có sự đồng thuận về việc chúng là nhánh Ngữ hệ Nam Đảo trên đại lục, được di cư ngược từ Đài Loan vào đại lục hay chúng là sự di cư muộn hơn từ Philippines tới Hải Nam trong thời kỳ mở rộng của Ngữ hệ Nam Đảo.

## Phân loại nội bộ
Ngữ hệ Kradai bao gồm năm nhánh được thiết lập khá vững chắc, bao gồm 4 ngữ chi là Lê (Hlai), Cờ Ương (Kra), Đồng-Thủy (Kam-Sui), Thái (Tai) và tiếng Ông Bối (Ong Be/Bê): 
Tiếng Ông BốiHải Nam; có thể bao gồm cả tiếng tiếng Cát Triệu ở Quảng Đông
Ngữ chi KraMiền Nam Trung Quốc và miền Bắc Việt Nam; còn có tên khác là Tạp Đại, Cờ Ương trong tiếng Trung, Kadai trong Ethnologue
Ngữ chi Đồng-ThủyQuý Châu và Quảng Tây, Trung Hoa đại lục.
Ngữ chi LêHải Nam.
Ngữ chi TháiHoa Nam và Đông Nam Á.
Dựa trên một lượng lớn từ vựng mà các ngôn ngữ trong ngữ hệ chia sẻ, các nhánh Kam-Sui, Be, Tai thường được gộp cùng nhau thành ngữ tộc Đồng-Thái (Kam-Tai) bởi các nhà ngôn ngữ học Trung Quốc. Tuy nhiên, nó cũng chỉ là chứng cứ phủ định, có lẽ là do sự thay thế từ vựng học ở các nhánh khác, và các nét tương đồng hình thái học gợi ý rằng Kra và Kam-Sui nên gộp cùng nhau thành nhánh Kradai Bắc, còn Hlai và Tai thành nhánh Kradai Nam.
Các ngôn ngữ Kra–Dai chưa được phân loại chắc chắn và có thể tạo thành những nhánh độc lập trong ngữ hệ Kra–Dai bao gồm:
- Tiếng Lak Kia và tiếng Phiêu: Hai ngôn ngữ này có thể có quan hệ với nhau. Chúng khó được phân loại do có vốn từ vựng khác thường nhưng đôi khi được xếp là chị em với nhánh Đồng-Thuỷ (Solnit 1988).[9]
- Tiếng Gia Mậu: là một ngôn ngữ Kra–Dai khác thường ở phía Nam Hải Nam, Trung Quốc. Dù thường được xếp vào nhánh Hlai, ngôn ngữ này lại có rất nhiều từ không có nguồn gốc từ nhánh Hlai.
- Tiếng Cát Triệu: Quảng Đông, Trung Quốc, hiện chưa được phân loại chính thức trong ngữ hệ Kra–Dai, nhưng dường như có quan hệ gần gũi nhất với tiếng Ông Bối (Ostapirat 1998).[16]

Các ngôn ngữ Kra–Dai có nguồn gốc pha trộn bao gồm:
- Tiếng Bố Y Hách Chương: Tai Bắc và Kra
- Tiếng Ai: Tai Bắc and Bình thoại
- Tiếng Cao Lan: Tai Bắc và Tai Trung
- Tiếng Gia Mậu: Hlai  và các yếu tố chưa rõ nguồn gốc (Nam Á?)

### Edmondson và Solnit (1988)
Edmondson và Solnit (1988) đã đề xuất một phân loại sơ khai nhưng có ảnh hưởng lớn về ngữ hệ Kra–Dai, trong đó giữ lại nhóm Đồng–Thái. Phân loại bao gồm các nhánh sau:
- Kra–Dai
  - Kra (Cờ Ương)
  - Hlai (Lê)
  - Đồng-Thái (Kam-Tai)
    - 
      - Lak Kia–Phiêu
      - Đồng-Thuỷ (Kam–Sui)

    - 
      - Ông Bối (Bê)
      - Thái (Tai)

Phân loại này cũng được Liang và Zhang (1996), Chamberlain (2016: 38), và  Ethnologue sử dụng. Tuy nhiên đến khoảng năm 2009, có một số điều chỉnh như tiếng Lak Kia được xem là nhánh thứ ba trong nhóm Đồng-Thái và tiếng Phiêu được chuyển sang nhóm Đồng-Thuỷ.

### Ostapirat (2005); Norquest (2007)
Weera Ostapirat (2005:128) gợi ý khả năng rằng các ngôn ngữ Kra và Đồng-Thủy có thể được nhóm lại thành một nhánh gọi là Bắc Kra–Dai, trong khi các nhóm Hlai và Tai tạo thành nhánh Nam Kra–Dai. Norquest (2007) đã cập nhật và mở rộng phân loại này bằng cách đưa thêm vào hai ngôn ngữ là Lak Kia và Ông Bối. Norquest nhận thấy rằng tiếng Lak Kia có một số điểm tương đồng với nhánh Đồng-Thủy, trong khi tiếng Ông Bối có những nét giống với nhánh Tai. Norquest (2007:15) lưu ý rằng Be chia sẻ nhiều đặc điểm với các nhóm Tai Bắc. Tiếp nối Ostapirat, Norquest cũng sử dụng tên gọi Kra–Dai để chỉ toàn bộ ngữ hệ này. Dưới đây là sơ đồ phân loại ngữ hệ Kra–Dai theo Norquest (2007:16):
- Kra–Dai
  - Bắc
    - Kra
    - Đông Bắc 
      - Lak Kia
      - Đồng-Thủy

  - Nam
    - Hlai
    - Bê-Tai
      - Tai
      - Bê

Ngoài ra, Norquest (2007) cũng đề xuất phục dựng cho tiếng Kra-Dai Nam nguyên thủy.

### Norquest (2015, 2020)
Một phân loại ngữ hệ Kra–Dai theo Norquest (2015, 2020) được trình bày như sau:
- Kra–Dai
  - Kra
  - Kra–Dai Đông
    - Phiêu
    - Lakkja–Kam–Tai
      - Lakkja
      - Kam–Tai 
        - Kam–Sui
        - Kam–Tai Tây 
          - Hlai
          - Be–Tai
            - Ong Bê
            - Tai

### Norquest (2021)
Dựa trên các đổi mới từ vựng chung, Norquest (2021) đã đưa ra một số điều chỉnh đáng kể trong phân loại ngữ hệ Kra–Dai. Trong đó tiếng Phiêu và Lak Kia được xếp thành một nhóm riêng biệt nhất trong toàn bộ ngữ hệ Kra–Dai. Điều này cho thấy chúng tách khỏi các nhánh khác từ rất sớm. Các nhánh Bê–Tai và Hlai được xếp chung vào một nhóm "Hlai–Tai".
- Kra–Dai
  - Phiêu–Lakkja
  - Kam–Tai
    - Kam–Sui
    - Kra–Tai
      - Kra
      - Hlai–Tai
        - Hlai
        - Bê–Tai
          - Bê
          - Tai